# Nacionalismo kurdo

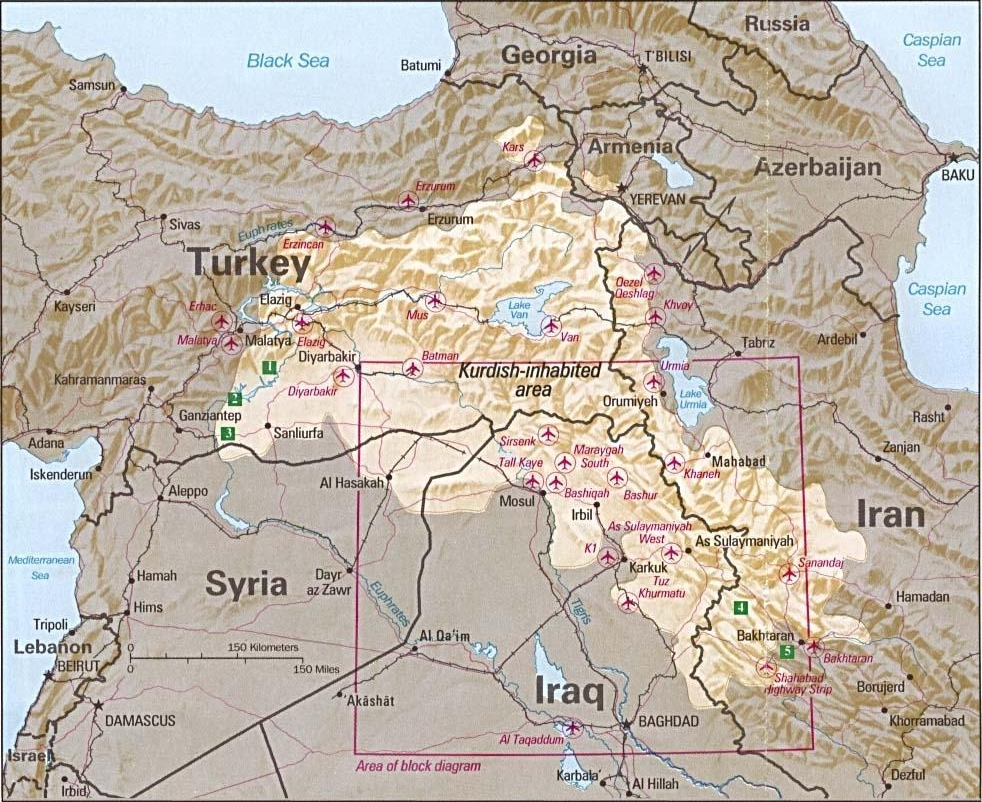
Kurdistán.

El nacionalismo kurdo o nacionalismo curdo es un movimiento político, social y cultural que defiende el carácter nacional del pueblo kurdo en torno a un proyecto común para todo el Kurdistán. En la actualidad, los territorios kurdos se encuentran en el norte de Irak (incluyendo, pero no limitado a, el Kurdistán iraquí), el noroeste de Irán (Kurdistán iraní), el sureste de Turquía (Kurdistán turco), y pequeñas partes del norte y el noreste de Siria (Kurdistán sirio), así como un pequeño enclave en el sur de Armenia.
Históricamente, los kurdos han sido un pueblo dominado por otras naciones. En la Antigüedad, los medos, antecesores de los kurdos, lucharon contra asirios y aquemenidas, quienes finalmente les derrotaron. Durante la Edad Media, el Kurdistán fue dividido entre los imperios otomano y persa. Hasta el siglo XIX, los gobernantes otomanos respetaron considerablemente la autonomía kurda. 
En el ocaso del Imperio otomano comenzó a plantearse por primera vez la cuestión nacional en el Kurdistán. En el Tratado de Sèvres, tras caer el viejo Estado otomano, se preveía la creación de un Estado-nación kurdo, pero dicho tratado nunca entró en vigor. Con el Tratado de Lausana (1923) el Kurdistán sería dividido entre Turquía, Siria, Irán, Irak y la URSS. 
En 1946, la República kurda de Mahabad logró una efímera independencia en el Kurdistán iraní. Esta república socialista contó con el apoyo soviético y fue presidida por el nacionalista Qazi Muhammad. Posteriormente aumentaron las acciones de los nacionalistas contra los gobiernos de Irak e Irán. En 1984 se fundó el Partido de los Trabajadores de Kurdistán (PKK), grupo armado que opera desde entonces en el Kurdistán turco.
El pueblo kurdo ha sido apodado «el pueblo más grande sin un pedazo de tierra», lo que refleja la causa irredentista de un Kurdistán independiente.
La mayoría de los kurdos han sido sacados de sus tierras tradicionales, a menudo violentamente. Debido a la expulsión de sus hogares, la mayoría de la diáspora crea un nacionalismo que se puede llamar "transnacionalismo".